# Donald DiFrancesco
Donald Thomas DiFrancesco, född 20 november 1944 i Scotch Plains i New Jersey, är en amerikansk republikansk politiker. Han var New Jerseys guvernör 2001–2002.
DiFrancesco växte upp i ett katolskt hem som son till invandrare från Italien.
DiFrancesco utexaminerades 1966 från Pennsylvania State University och avlade 1969 juristexamen vid Seton Hall School of Law. År 1979 blev han invald i New Jerseys senat och valdes 1992 till talman. DiFrancesco efterträdde 2001 Christine Todd Whitman som New Jerseys guvernör. DiFrancescos korta period i guvernörsämbetet präglades av krisarbetet efter 11 september-attackerna som drabbade New Jersey hårt i och med att många av offren levde där.